# Супуру де Сус (Сату Маре)
Супуру де Сус (рум. Supuru de Sus) насеље је у Румунији у округу Сату Маре у општини Супур. Oпштина се налази на надморској висини од 156 m.

## Становништво
Према подацима из 2002. године у насељу је живело 512 становника.

### Попис2002.
| Расподела становништва по националности 2002.‍ | Расподела становништва по националности 2002.‍ | Расподела становништва по националности 2002.‍ | Расподела становништва по националности 2002.‍ | Расподела становништва по националности 2002.‍ |
| --------------------------------------------- | --------------------------------------------- | --------------------------------------------- | --------------------------------------------- | --------------------------------------------- |
|                                               |                                               |                                               |                                               |                                               |
| Румуни                                        | Румуни                                        |                                               | 453                                           | 88,6%                                         |
| Мађари                                        | Мађари                                        |                                               | 8                                             | 1,6%                                          |
| Роми                                          | Роми                                          |                                               | 50                                            | 9,8%                                          |